# Cantonul Gouarec
Cantonul Gouarec este un canton din arondismentul Guingamp, departamentul Côtes-d'Armor, regiunea Bretania, Franța.

## Comune
- Gouarec (reședință)
- Laniscat
- Lescouët-Gouarec
- Mellionnec
- Perret
- Plélauff
- Saint-Gelven
- Saint-Igeaux